# Remodelage de la chromatine
 (octobre 2016).
Le remodelage de la chromatine est l'un des trois mécanismes de modification de la structure de la chromatine. Intervenant d'abord au cours de l'étape de maturation de la chromatine, il permet l'obtention d'un certain état final de sa structure. 
Plusieurs protéines sont impliquées dans ce processus de remodelage (familles SW1/SNF, ISW1, INO, CHD). Ces protéines, appelées facteurs de remodelage de la chromatine, forment des complexes multi-protéiques et utilisent l'énergie libérée par l'hydrolyse de l'ATP pour induire des changements conformationnels au niveau du nucléosome et des domaines de la chromatine. 
Les facteurs de remodelages sont incapables de se fixer directement sur l'ADN, c'est pourquoi leur rapprochement avec la chromatine est permis par leur affinité avec des facteurs de transcription, ces derniers étant capables de reconnaitre des séquences cibles (dits séquences cis ou élément de réponse).
Le contrôle de la structure chromatinienne via le remodelage permet également un certain contrôle de l'expression génique. En effet, pour être exprimée, l'ADN doit être relâchée. Le complexe de remodelage intervient pour désorganiser les histones, relâcher la structure et, enfin, permettre la fixation de facteurs généraux de la transcription sur l'ADN et son expression via les processus de transcription et traduction.
Habituellement associés à un relâchement de la chromatine et, donc, à une activation de la transcription, certains de ces complexes protéiques agissent à titre de facteur de remodelage de la chromatine et utilisent l'énergie de l'ATP pour plutôt réprimer cette transcription. C'est le cas notamment de NuRD, un complexe de remodelage associé à une histone désacétylase dont l'activité transcriptionnelle est plutôt répressive. Ainsi, il est justifié de définir les complexes de remodelage comme des enzymes capables d'altérer les liens histones-ADN dans le but de relâcher ou de fermer un locus chromatinien pour un contrôle de la transcription de gènes.